# Tiger Williams
David James „Tiger“ Williams (* 3. Februar 1954 in Weyburn, Saskatchewan) ist ein ehemaliger kanadischer Eishockeystürmer, der in der National Hockey League als der wahrscheinlich bekannteste Enforcer aller Zeiten gilt.

## Karriere
David „Tiger“ Williams begann seine Karriere 1971 in der kanadischen Juniorenliga WCHL bei den Swift Current Broncos. Schon zu dieser Zeit machte er sich einen Namen als Enforcer und sammelte in drei Jahren 854 Strafminuten, konnte aber auch 244 Punkte erzielen. Im NHL Amateur Draft 1974 wurde er von den Toronto Maple Leafs in der zweiten Runde an Position 31 ausgewählt. Wenige Monate zuvor wurde er auch im WHA Secret Amateur Draft 1974 von den Cincinnati Stingers in der ersten Runde an dritter Position gedraftet, doch er entschied sich für die National Hockey League.
Zur Saison 1974/75 schloss er sich der Organisation der Maple Leafs an und spielte auch gleich die Hälfte der Saison in der NHL. Sofort wurde er bekannt als ein Spieler, der keiner Auseinandersetzung aus dem Weg ging und oft die Fäuste fliegen ließ. Dadurch entwickelte er sich schnell zu einem Publikumsliebling in Toronto. Aber er zeigte auch seine Qualitäten als Scorer und schaffte gleich in seinen ersten 42 NHL-Spielen 29 Punkte. Berühmt wurde dadurch sein Torjubel, bei dem er seinen Schläger zwischen die Beine nahm und auf ihm über das Eis "ritt".
Im Februar 1980 wurde er zu den Vancouver Canucks transferiert. Dort spielte er 1980/81 seine beste Saison. Nicht weil er mit 343 Strafminuten alle Spieler in der NHL anführte, sondern weil er mit 35 Toren bester Torschütze und mit 62 Punkten viertbester Scorer der Canucks war. Zum Lohn wurde er zum NHL Allstar-Game im Frühjahr 1981 eingeladen. In der Saison 1981/82 überraschten die Canucks, als sie bis ins Stanley-Cup-Finale einzogen.
Im Sommer 1984 transferierten ihn die Canucks zu den Detroit Red Wings, wo er aber nicht lange blieb, denn im Frühjahr 1985 wurde er schon weiter zu den Los Angeles Kings geschickt. Dort schaffte er 1986/87 seinen persönlichen Rekord mit 358 Strafminuten.
Zu Beginn der Saison 1987/88 wurde er an die Hartford Whalers verkauft, die ihn später auf die Waiverliste setzten und ihn schließlich am 12. Februar 1988 entließen.
Williams beendete daraufhin seine Karriere und hält heute noch den NHL-Rekord als Spieler mit den meisten Strafminuten. In 962 Spielen musste er 3.966 Minuten auf der Strafbank verbringen.
Nach dem Karriereende arbeitete er mehrere Jahre lang als Bauunternehmer, außerdem handelte er an der Börse und investierte in die Gas- und Ölindustrie. 1993 spielte er ein Spiel für das kanadische Rollhockey-Team Vancouver Voodoo. Außerdem engagierte er sich für die Special Olympics, speziell in der kanadischen Provinz British Columbia, wo er lebt. Beim Spiel zwischen den größten Talenten der höchsten Junioren-Spielklasse in Kanada CHL im Jahr 2002 betreute Williams eines der beiden Teams als Cheftrainer. Williams, der seinen Spitznamen "Tiger" schon als Fünfjähriger erhielt, geht für Show-Spiele immer noch aufs Eis und ist immer noch eng mit vielen ehemaligen Teamkollegen befreundet, wie Darryl Sittler und Lanny McDonald.

## Erfolge und Auszeichnungen
- 1981 Teilnahme am NHL All-Star Game

## Rekorde
- Meiste Strafminuten in der Geschichte der NHL: 3.966 Strafminuten